# Българско възраждане
Вижте пояснителната страница за други значения на Възраждане.
Българското възраждане е период на националноосвободително движение на българския народ от Османската империя. То започва през XVIII век, според някои с История славянобългарска на Паисий Хилендарски, и продължава повече от столетие до Освобождението на България през 1878. Това е период на коренни промени във всички сфери на обществено-икономическия, политическия и културния живот.
Промените в културната и духовната област са в две основни посоки: новобългарското просветно движение и борбата за църковно обособяване. Стремежът е освобождаване на образованието и културата от елинското влияние и поставяне на основите на нова материална и духовна култура. Съществена страна на този процес е борбата срещу гръцката църковна власт за църковна независимост.
Дълбоките промени в обществото водят до пробуждане и въстания на българския народ за възстановяване на българската държава. Етническите граници обхващали земите на Мизия, Тракия и Македония, с единен книжовен и говорим език, с обновяващо се общо съзнание и единна културна традиция.

## Граници и периодизация
Долна граница
В миналото долната граница на Българското възраждане е бил много оспорван въпрос. Според възрожденските българи то започва през 20-те години на XIX век. Възрожденски дейци като Георги Раковски и Васил Априлов сочат като важна предпоставка за началото на Възраждането реформите на Махмуд II и Танзимата. По-късно Марин Дринов изказва мнение, че Възраждането започва с Паисий Хилендарски и написването на История славянобългарска. Още по-късно Христо Гандев сваля долната граница до началото на XVIII век с края на епохата Кьопрюлю.
Горна граница
Краят на възрожденската епоха започва с Освобождението на България през 1878 г., Съединението през 1885 г., но процесите на Българското възраждане продължават и след това сред българите в Македония и Одринско и приключват едва с Балканските войни през 1912 – 1913 г.
Вътрешна периодизация
Българското възраждане се разделя на три периода:
1. Ранно възраждане – от XVIII до началото на XIX век;
2. Същинско възраждане – от реформите в Османската империя през 20-те – 50-те години на XIX век до Кримската война (1853 – 1856 г.) и Хатихумаюна;
3. Зряло възраждане – от Кримската война и Хатихумаюна до Освобождението на България през 1878 г.

Българското възраждане не приключва със създаването на българска държава през 1878 г. По това време са живи и дейни много от възрожденците, минали през години на тежки изпитания, за това е писано в трудовете на Захари Стоянов, който е един от тях. Най-значителното дело на възрожденците след 1878 г. е Съединението на България през 1885 г.

## Роля на буржоазията
Буржоазната група в българското общество се създава през XVIII век и е съставена от инициативни занаятчии и търговци, които влизат в контакт с изградените подобни слоеве в централна Европа, а през ХІХ век и в целия континент. Така попадат под влиянието на нови идеи за организация на обществото. Силен тласък на буржоазното развитие дава Кримската война 1853 – 1856 г., като влиянието на западните идеи се разпростира не само върху българите в емиграция, но и сред тези в рамките на Османската империя.
Центрове на българската буржоазия преди Освобождението са Цариград, Одеса и Букурещ. Руско-турската война изиграва ролята на буржоазно-демократична революция, като липсата на аристокрация прави дейността на буржоазния елит безусловна. Той е в основата на изграждането на Княжество България. Мнозина негови представители са от семейства на търговци и занаятчии, но получили добро европейско образование. Сред тях има заможни българи, представляващи земеделското съсловие.

## Борба за българска църковна независимост
Борбата за българска църковна независимост е исторически период от Българското възраждане, в който се засилва стремежът на българите в Османската империя да възстановят самостоятелната Българска православна църква. В този период зачестяват стълкновенията с гръцките духовници, защитаващи интересите на Цариградската патриаршия. Постепенно българите усвояват редица храмове в Мизия, Тракия и Македония и получават правото да се черкуват на български език. В резултат от националните усилия през 1870 година със султански указ се признава легитимността на Българската екзархия.
Тази борба минава през условно три фази:
- За назначаване на българско духовенство и ползване на български език в църквите;
- За установяване на народна църква;
- За определяне границите на Българската екзархия.[3]

## Просветно движение и книжовен език
Важно значение за развитието на възрожденската книжнина изиграва започналият през първата половина на XIX век процес на образуване и утвърждаване на единен национален книжовен език. Този процес започва още в началото на образуването на българското национално съзнание, но в хода на просветното движение и особено с появата на периодичния печат въпросът за характера на книжовния език привлича вниманието на цялата възрожденска интелигенция. Споровете около съдбата на книжовния език довеждат до обособяването на три течения: църковнославянско, славянобългарско и новобългарско, като представителите на последното направление (Петър Берон, Васил Априлов, Найден Геров и др.) вземат връх и към средата на XIX век, чрез творчеството на по-известните писатели, публицисти, вестникари и книжари, на основата на източнобългарския диалект, окончателно се образува обликът на новобългарския книжовен език.
Тласък за развитието на възрожденската литература дава и българското книгопечатане. След появата на Софрониевия „Неделник“ през 1806 г. българската печатна книга навлиза осезаемо в живота на просветените българи. Повечето български книги от XIX век до Освобождението се печатат в чужбина (най-вече в Румъния, Сърбия, Русия) или в Цариград, но през 30-те години на XIX век опити за откриване на печатници са правени и в Солун, и в Самоков. По-късно български книги се печатат и в Русе и Свищов.
Историографията на Възраждането често преекспонира обхвата и значението на просветното движение – според първото преброяване в Княжество България, проведено през 1881 година, грамотни са едва 3,3% от населението, обичайно ниво за предмодерните общества.
Просветното движение е насърчавано от османските власти през епохата на Танзимата, като средство за модернизацията на Империята.

## Печат
През 40-те години на XIX век се поставя началото и на българския периодичен печат. Първите стъпки са направени от Константин Фотинов със списание „Любословие“ (Смирна, 1842 и 1844 г.). През 1846 г. в Лайпциг започва да излиза първият български вестник „Български орел“ на Иван Богоров. От 1848 г. в Цариград излиза „Цариградски вестник“. Общо до Освобождението броят на българските вестници и списания достига над 90, а вестникарската професия се упражнява от около 133-ма души. В годините след Кримската война периодиката се разнообразява, появяват се специализирани издания за просвета, наука, политика, търговия и занаяти. Подобрява се външното оформление, нараства общественият интерес към пресата.
Възрожденските вестници и списания се печатат в 16 селища, като най-голям дял се пада на Цариград – „Македония“ и „Гайда“ на Петко Славейков, „Право“ и „Век“ на Марко Балабанов, униатският вестник „България“ на Драган Цанков, протурският вестник „Турция“, пробританският „Източно време“ и други. Сред емигрантските вестници се открояват букурещките издания „Свобода“ и „Независимост“ на Любен Каравелов, „Бъдущност“ и „Бранител“ на Георги Раковски, „Знаме“ на Христо Ботев, „Народност“ на ТЦБК, „Отечество“ на Добродетелната дружина и други. Отделни издания се печатат в Белград – „Дунавски лебед“ на Раковски, в Браила – „Дунавска зора“ на Добри Войников и „Дума на българските емигранти“ на Христо Ботев, в Русе се списва на български и турски език вилаетският вестник „Дунав“.

## Наука
През епохата на Възраждането българите насочват вниманието си и към научната област. Макар и скромни, нерядко лишени от оригиналност, тези занимания изиграват важна роля за изграждане на новобългарската култура и за разпространяването на модерната европейска наука. Най-големи постижения възрожденските българи постигат в изследванията на собственото си минало. Първо Паисий Хилендарски, а след него и други възрожденски дейци насочват интереса си към историята и предприемат целенасочени издирвания на стари паметници. Появяват се прочути учебници на Христаки Павлович („Царственик или история болгарская“ от 1844 г.), на Добри Войников, Тодор Шишков. Към средата на века започват да публикуват своите съчинения и първите професионални български историци – Спиридон Палаузов и Марин Дринов.
Откъслечни опити за научна дейност се правят и в областта на философията (Петър Берон, Иван Селимински, Марко Балабанов), на езикознанието (Иван Момчилов, Найден Геров), на природните науки (П. Берон, преводните книги по химия, физика, зоология, подготвени от Д. Енчев, Н. Геров, Ив. Гюзелев, В. Стоянов и др.). През септември 1869 г. в Браила се създава и Българско книжовно дружество (БКД), което си поставя за цел да „разпространява всеобщото просвещение у българския народ и да му показва пътя към неговото веществено обогатяване“. За разпространение на своята дейност дружеството започва да издава специализирано научно списание – „Периодично списание“.

## Изкуство
Общият културен подем в българското възрожденско общество оставя видими белези и в развитието на обичайните художествени занаяти, на живописта, музиката, архитектурата. Обособилите се още в довъзрожденската епоха дърворезбарски и зографски школи преживяват през 18 – 19 век истински разцвет. Особено прочути са тревненските, самоковските, дебърските и банските майстори. Постепенно сред зографите се поражда интерес към светската живопис. Появяват се първите портрети (Захарий Зограф), продължава развитието на графиката (Николай Павлович, Георги Данчов). В годините след Кримската война започват да творят и художници с академично образование (Станислав Доспевски, възпитаник на Московското училище за живопис, скулптура и архитектура и на Петербургската художествена академия; Николай Павлович, учил в Мюнхен; Христо Цокев, завършил в Москва).
Напредък през 50-те – 70-те години на XIX век е осъществен в музикалното дело. С утвърждаването на националното самосъзнание и с укрепването на българската възрожденска нация нараства ролята на народната песен. Г. Раковски, Л. Каравелов, П. Р. Славейков целенасочено изучават и записват народни песни, а братя Димитър и Константин Миладинови издават „Български народни песни от Македония“. Започва създаването на ученически хорове и оркестри, заражда се градската и революционната песен. Особена известност придобиват песните на Добри Чинтулов, на Любен Каравелов и Стефан Стамболов. През 1856 г. в Шумен, Лом и Свищов е положено начало на читалищната дейност. По същото време се организират и първите театрални представления, създават се училищни библиотеки, ученически и женски дружества.
Тези прояви благоприятстват развитието на новите културни наклонности в живота на възрожденските българи и оказват решаващо въздействие за изграждането на новобългарската култура. Това от своя страна изиграва съществена роля за духовното обновление на българското общество и за окончателното образуване облика на българската нация.

## Други
На Възраждането е наречена улица „Възрожденска“ в квартал „Надежда I“ в София (Карта).